# هيسلر غيلينت
هيسلر غيلينت (بالإسبانية: Heissler Guillent) مواليد 17 ديسمبر 1986 في كاراكاس، هو لاعب كرة سلة فنزويلي. بدأ مسيرته الاحترافية في سنة 2011. يلعب في الدوري الفنزويلي لكرة السلة كلاعب هجوم خلفي. يحمل الرقم 19. يبلغ طوله 6 قدم 1.25 بوصة (1.9 م). مثّل منتخب بلاده. شارك في دورة الألعاب الأولمبية الصيفية سنة 2016. حقق المركز الأول في بطولة أمم الأمريكتين لكرة السلة 2015. لعب مع نادي جاورس دي لارا لكرة السلة في الدوري الفنزويلي لكرة السلة.

## سجل المنافسة
شارك في المنافسات التالية:
- الألعاب الأولمبية الصيفية 2016
- بطولة أمم الأمريكتين لكرة السلة 2013
- بطولة أمم الأمريكتين لكرة السلة 2015

## الميداليات
| الميدالية | المسابقة                             |
| --------- | ------------------------------------ |
| ذهبية     | بطولة أمم الأمريكتين لكرة السلة 2015 |

## روابط خارجية
- هيسلر غيلينت على موقع الاتحاد الدولي لكرة السلة (الإنجليزية)
- هيسلر غيلينت على موقع كرة السلة الأوروبية.كوم (الإنجليزية)
- هيسلر غيلينت على موقع ريلجم (الإنجليزية)
- هيسلر غيلينت على موقع بروبوليرز (الإنجليزية)
- هيسلر غيلينت على موقع سبورتس رفرنس (الإنجليزية)
- هيسلر غيلينت على موقع أوليمبيديا (الإنجليزية)